# 第11任務部隊
第11任務部隊は第二次世界大戦中のアメリカ海軍の任務部隊の一つ。
第11任務部隊は最初は空母レキシントンを中心として編成された。それから、1942年1月に潜水艦の雷撃で損傷するまで空母サラトガが基幹であった。その後再びレキシントンが基幹となり珊瑚海海戦を戦った。サラトガの修理完了後再度サラトガが中心となった。
1942年8月、第11任務部隊は第61任務部隊の一部として第二次ソロモン海戦に参加した。8月31日にサラトガはまたも潜水艦の雷撃で損傷した。
1943年9月、第11任務部隊は軽空母プリンストンとベロー・ウッドを中心として再編成され、ベーカー島及びハウランド島上陸を支援した。
1944年初め、護衛空母からなる第11.1任務群と第11.2任務群はマーシャル諸島での作戦を支援した。